# Assassinat de Pepín Valls
L'assassinat de Josep Mª Valls Rusiñol (conegut popularment com a Pepín Valls), conjuntament amb Josep Basora Arderiu, fou un crim que va succeir a la fàbrica de la Vidua Tolrà, S.A de Castellar del Vallès el 24 de març de 1949. L'agressor, Càndid Sidón que algunes fonts relacionen amb la CNT, va morir posteriorment en un tiroteig amb la Guàrdia Civil.
 

## Fets

### 1r atac
El 24 de març de 1949, a les cinc de la tarda, Càndid Sidón va entrar amb una escopeta a la seu social de la fàbrica Vídua Tolra, S.A.. Després d'amenaçar uns quants treballadors que es trobaven fent el seu torn, va arribar fins al despatx del director gerent. En aquell moment, en aquell despatx es trobaven reunits el propi gerent Josep Mª Valls Rusiñol, el director de la fàbrica Josep Basora Arderius i l'apoderat de la mateixa Josep Cuscó Monllor. Una vegada dins del despatx, Sidón dispararia al tres homes i es donaria, immediatament, a la fuga. Mentre fugia, just al pati de la fàbrica es va topar amb Francesc Cuscó Monllor cap del departament i germà de l'apoderat, al qual també dispararia. D'aquest primer atac, Valls en sortiria il·lès mentre que Basora i els germans Cuscó patirien ferides de diferent gravetat.

### 2n atac
En la fugida, l'agressor es va resguardar a l'Hospital de Castellar on esperaria l'arribada dels ferits del primer atac. Tot just en arribar el cotxe que transportava a Josep Basora, el gerent de la fàbrica, va baixar a ajudar en el transport del ferit. Fou aleshores, quan Sidón va aprofitar per tornar a disparar sobre els dos homes provocant la mort immediata de Basora i deixant mortalment ferit a Valls, qui moria poc després.
Immediatament, una guarnició de la Guàrdia Civil es va personar al lloc dels fets. La mateixa estava composta per tres agents i un caporal, que optaren per iniciar un tiroteig que acabaria amb la vida d'aquest i que provocaria ferides a un transeünt que passava per la zona. Els ferits foren tots traslladats a Barcelona. El transeünt tan sols patia lesions de caràcter lleu, mentre que Francesc Cuscó patia una fractura de l'avantbraç dret i shock traumàtic mentre que Josep Cuscó patia fractura de fèmur i lesions abdominals.

## Repercussions
Josep Maria Valls i Rusiñol era fill del conegut empresari barceloní Josep Valls i Taberner. Per aquest motiu, les seves restes mortals foren ràpidament traslladades a la ciutat comtal. Després del dol ritual propi de l'època, les exèquies se celebrarien dies després, a la Basílica de Santa Maria del Pi amb una assistència de milers de persones, entre es quals hi havia autoritats i representants de la indústria catalana.
El cos de Basora fou enterrat a Castellar del Vallès, d'on era veí el difunt. Es dona la circumstància que Josep Basora era pare del jugador del FC Barcelona, Estanislau Basora. El jove jugador blaugrana es trobava concentrat a Aranjuez amb la selecció espanyola de futbol, preparant el partit que els havia d'enfrontar contra Itàlia a l'Estadi de Chamartín. Al saber la notícia Basora abandonà la concentració de la selecció, i viatjà a Barcelona per arribar posteriorment a Castellar del Vallès, just per a l'enterrament del seu pare.
L'assassinat també tingué conseqüències per a la família Sidón, ja que diversos membres de la família van ser desterrats del poble, i la germana de l'agressor va patir pena de presó fins que va intervenir el governador civil Eduardo Baeza. Els treballadors de la Vídua Tolrà, S.A. també van patir, a conseqüència del succés, una retallada de les seves condicions laborals.